# Palmiro Foresi
Palmiro Foresi (Livorno, 27 febbraio 1900 – Livorno, 12 dicembre 1980) è stato un politico italiano esponente della Democrazia Cristiana e docente universitario.

## Biografia
Nato in una famiglia di macellai livornesi, fu insegnante di matematica, fisica e latino finché, all'età di quarant'anni, non conseguì la laurea in giurisprudenza e divenne assistente di diritto ecclesiastico all'Università di Pisa. Nel 1943, a causa dei massicci bombardamenti che coinvolsero la città di Livorno e gli distrussero la casa, fu costretto a trasferirsi con moglie e figli a Pistoia, dove si stabilì definitivamente.
Uomo di profonda fede religiosa e di sentimenti antifascisti, fu simpatizzante in gioventù del Partito Popolare e fece parte dell'Azione Cattolica. Ben visto da papa Pio XI, divenne presidente regionale dell'Azione Cattolica in Toscana.
Dopo il 25 luglio 1943 gli fu affidata da Alcide De Gasperi in persona, tramite il vescovo di Livorno Giovanni Piccioni, la fondazione della Democrazia Cristiana in provincia di Pistoia. Per conto della DC, entrò a far parte del CLN di Pistoia.
Il 2 giugno 1946, fu eletto all'Assemblea costituente per la DC nel collegio di Firenze-Pistoia. Nel medesimo collegio, rimase deputato nella I e II Legislatura, in carica fino al 1958.
Nei primi anni cinquanta divenne presidente nazionale delle casse rurali e della Confederazione cooperative italiane, organizzazione bianca che si opponeva alle cooperative comuniste. Dal 1957 al 1958 fu presidente della società di calcio della Pistoiese.
Convinto europeista, fu delegato della DC presso il Movimento Europeo Internazionale.
Morì nella sua città il 12 dicembre 1980, all'età di 80 anni.